# Somogyaracs

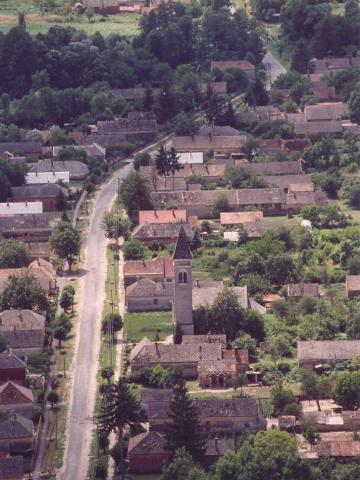
Flygbild över Somogyaracs.

Somogyaracs är ett samhälle i provinsen Somogy i Ungern. Somogyaracs ligger i distriktet Barcs och har en area på 7,70 km². År 2020 hade Somogyaracs totalt 185 invånare.